# لیوواردرادیل
لیوواردرادیل (به هلندی: Leeuwarderadeel) یک منطقهٔ مسکونی در هلند است که در فریسلاند واقع شده‌است. لیوواردرادیل ۱ متر بالاتر از سطح دریا واقع شده‌است.